# Жовідь
Жо́відь — село в Україні, у Сновській міській громаді Корюківського району Чернігівської області. Населення становить 398 осіб. До 2016 орган місцевого самоврядування — Жовідська сільська рада.

## Географія
Селом протікає річка Мостище, права притока Снову.

## Історія
15 вересня 1656 року, під час перебування Богдана Хмельницького у гетьманській столиці — Чигирині, був виданий універсал, за яким села Горськ, Клюси, Жовідь стали власністю Лаврентія Борозни.
12 червня 2020 року, відповідно до розпорядження Кабінету Міністрів України № 730-р «Про визначення адміністративних центрів та затвердження територій територіальних громад Чернігівської області», увійшло до складу Сновської міської громади.
19 липня 2020 року, в результаті адміністративно-територіальної реформи та ліквідації Сновського району, село увійшло до складу Корюківського району.

### Уродженці
- Шеремет Артем Валерійович (1990—2022) — старший солдат Збройних Сил України, учасник російсько-української війни, що загинув у ході російського вторгнення в Україну в 2022 році.

## Населення

### Мова
Розподіл населення за рідною мовою за даними перепису 2001 року:
| Мова       | Кількість | Відсоток |
| ---------- | --------- | -------- |
| українська | 381       | 95.73%   |
| російська  | 17        | 4.27%    |
| Усього     | 398       | 100%     |